# Junior TV (albański kanał telewizyjny)
Junior TV – albański kanał telewizyjny adresowany do dzieci. Jest jedną ze stacji należących do nadawcy DigitAlb. Został uruchomiony w 2005 roku.